# Никитина, Мария Владимировна
Мария Владимировна Никитина (род. 17 апреля 1984, (Казань, Татарская АССР, СССР) — российская баскетболистка, выступала в амплуа центрового. Серебряный призёр Универсиады, чемпион Европы среди молодёжных команд, победитель Мировой лиги, неоднократный призёр Евролиги ФИБА и чемпионата России.

## Биография
Отец Владимир Никитин, бывший баскетболист, отправил дочь заниматься спортом в баскетбольную секцию. В 14 лет Никитина вошла в состав клуба «Технологический университет», первый матч провела 19 сентября 1998 года против «Глории-МИИТ». В 2004 году получила приглашение в сборную России на молодёжный чемпионат Европы. Во Франции команда завоевала золотые медали, Никитина провела 8 игр (11,8 минут в среднем за игру), набрала 4,3 очка, сделав 4,4 подбора и 0,3 передачи. Самый лучший матч на первенстве Европы провела против сборной Франции в финале, за 20 минут набрала 6 очков, осуществила 7 подборов и 3 блок-шота.
По итогам сезона 2004/05 Никитина была включена в список 25 лучших баскетболисток российского первенства.
В январе 2006 года перешла в ВБМ-СГАУ Самара. В первом же сезоне стала победителем чемпионата России и обладателем национального кубка, играла в Евролиге ФИБА. В сезоне 2006/07 приняла участие в 28 играх первенства России из 32, в розыгрыше Евролиги провела 7 игр, в том числе в матче за 3-е место с французским «Буржем» (7 минут, 2 очка). По окончании чемпионата вошла в расширенный список сборной России для участия в чемпионате Европы — 2007. Не пройдя отбор в национальной команде, Никитина направилась в Бангкок на Универсиаду, где в составе студенческой сборной завоевала серебряные медали. В сезоне 2007/08 победила в Мировой лиге, заняла 2-е место в России и кубок России, испытывала высокую конкуренцию за место в основе (на её позиции играли Мария Степанова и Энн Воутерс).
В 2008 году Никитина перешла в курское «Динамо», где сменила фамилию на Гарифуллину и игровую позицию: с центрового на разыгрывающего защитника. Вместе с командой дошла до полуфинала кубка Европы. После окончания сезона 2008/09 Гарифуллина родила дочь и подумывала о завершении карьеры.
Но она вернулась в «Казаночку». После развода, в январе 2011 года под фамилией Никитина, она была заявлена на игры Суперлиги чемпионата России. В сезоне 2011/12 Никитина — лучшая в команде по набранным очкам и подборам, а в 2012/13 — по подборам; помогла клубу стать чемпионом Суперлиге (2011/12). Являлась капитаном команды.

### Статистика выступлений за клубы (средний показатель)
|  | Кубок Европы |
|  | Евролига     |

| Клуб                                           | Сезон     | Чемпионат | Чемпионат | Чемпионат | Чемпионат | Кубок России | Кубок России | Кубок России | Кубок России | Еврокубки | Еврокубки | Еврокубки | Еврокубки |
| Клуб                                           | Сезон     | Игр       | Очк       | Подб      | Перед     | Игр          | Очк          | Подб         | Перед        | Игр       | Очк       | Подб      | Перед     |
| ---------------------------------------------- | --------- | --------- | --------- | --------- | --------- | ------------ | ------------ | ------------ | ------------ | --------- | --------- | --------- | --------- |
| «Технологический университет», «Энже» (Казань) | 1998/1999 | 30        | 3,1       | 3,0       | 0,2       | -            | -            | -            | -            |           |           |           |           |
| «Технологический университет», «Энже» (Казань) | 1999/2000 | 2         | 0         | 1,5       | 0         | -            | -            | -            | -            |           |           |           |           |
| «Технологический университет», «Энже» (Казань) | 2000/2001 | 46        | 6,7       | 5,5       | 0,6       | -            | -            | -            | -            |           |           |           |           |
| «Технологический университет», «Энже» (Казань) | 2001/2002 | 33        | 12,5      | 7,8       | 0,6       | -            | -            | -            | -            |           |           |           |           |
| «Технологический университет», «Энже» (Казань) | 2002/2003 | 5         | 8,8       | 6,4       | 0         | -            | -            | -            | -            |           |           |           |           |
| «Технологический университет», «Энже» (Казань) | 2003/2004 | 28        | 7,5       | 7,5       | 0,8       | 4            | 10,8         | 8,8          | 0,5          | 9         | 2,9       | 7,1       | 0,4       |
| «Технологический университет», «Энже» (Казань) | 2004/2005 | 25        | 14,8      | 10,5      | 1,2       | 4            | 19,5         | 17,2         | 1,5          | 10        | 13,4      | 11,4      | 1,2       |
| «Технологический университет», «Энже» (Казань) | 2005      | 11        | 14,5      | 15,2      | 1,0       | 4            | 17,2         | 12,7         | 1,5          |           |           |           |           |
| «ВБМ-СГАУ», «ЦСКА» (Самара, Москва)            | 2006      | 14        | 4,0       | 4,1       | 0,3       | 4            | 4,0          | 5,6          | 0,2          | 4         | 0,5       | 1,5       | 0         |
| «ВБМ-СГАУ», «ЦСКА» (Самара, Москва)            | 2006/2007 | 28        | 4,0       | 3,8       | 0,2       | 3            | 1,3          | 4,0          | 0            | 7         | 0,7       | 1,2       | 0         |
| «ВБМ-СГАУ», «ЦСКА» (Самара, Москва)            | 2007/2008 | 18        | 4,7       | 3,3       | 0,5       | -            | -            | -            | -            | 7         | 1,7       | 0,7       | 0         |
| «Динамо» (Курск)                               | 2008/2009 | 23        | 5,9       | 4,9       | 0,3       | 4            | 9,0          | 2,2          | 0,5          | 14        | 5,1       | 4,1       | 0,4       |
| «Казаночка» (Казань)                           | 2011      | 20        | 13,0      | 7,9       | 0,6       | -            | -            | -            | -            |           |           |           |           |
| «Казаночка» (Казань)                           | 2011/2012 | 37        | 12,1      | 8,7       | 0,7       | 8            | 16,1         | 9,5          | 0,6          |           |           |           |           |
| «Казаночка» (Казань)                           | 2012/2013 | 30        | 9,6       | 8,9       | 0,6       | 3            | 14,7         | 11,3         | 1,0          |           |           |           |           |

## Достижения
- Чемпион Европы среди молодёжных команд: 2004
- Серебряный призёр Универсиады: 2007
- Серебряный призёр Евролиги ФИБА: 2006
- Бронзовый призёр Евролиги ФИБА: 2007
- Победитель Мировой лиги: 2007.
- Полуфиналист кубка Европы: 2009
- Чемпион России: 2006
- Серебряный призёр чемпионата России: 2007, 2008
- Обладатель Кубка России: 2006, 2007